# Justicia sphaerosperma
Justicia sphaerosperma är en akantusväxtart som beskrevs av Vahl. Justicia sphaerosperma ingår i släktet Justicia och familjen akantusväxter. Inga underarter finns listade i Catalogue of Life.